# Meluhha

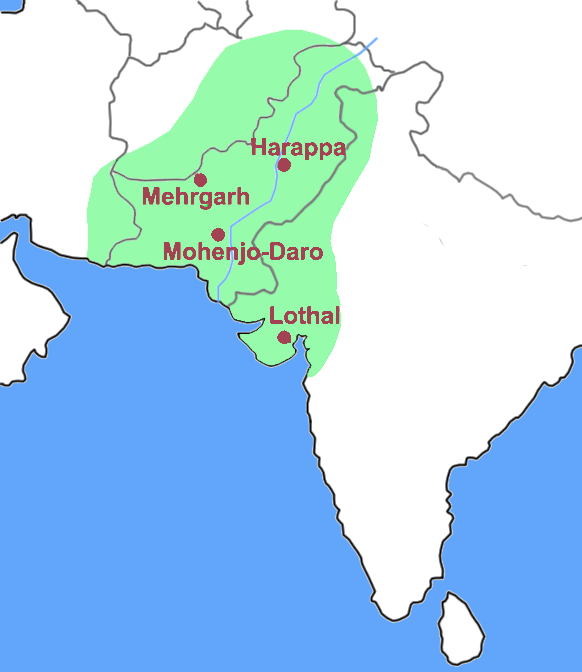
Mapa z zasięgiem i położeniem najważniejszych ośrodków miejskich cywilizacji doliny Indusu, którą często identyfikuje się z krainą Meluhha.

Meluhha (sum. me.luḫ.ḫaki) – w tradycji mezopotamskiej jedna z trzech krain (pozostałymi były Dilmun i Magan), które leżeć miały wzdłuż brzegów „Dolnego Morza”, tj. Zatoki Perskiej i Morza Arabskiego; identyfikowana najczęściej z cywilizacją doliny Indusu.
Największy rozwój cywilizacji doliny Indusu, przypadający na koniec III tysiąclecia p.n.e., odpowiada okresowi, w którym Meluhha pojawia się najczęściej w mezopotamskich źródłach pisanych. W sumeryjskich tekstach literackich z III tysiąclecia p.n.e. zarówno Meluhha, jak i Magan (ten ostatni identyfikowany najczęściej z terenami współczesnego Omanu i Zjednoczonych Emiratów Arabskich) wymieniane są jako odległe krainy, będące źródłem różnych egzotycznych dóbr. Kraina Magan znana była jako źródło drewna, miedzi, diorytu i kamieni półszlachetnych, natomiast kraina Meluhha – jako źródło czarnego drewna (hebanu?), kości słoniowej, złota, srebra i  karneolu. Z jednej z inskrypcji Gudei, sumeryjskiego władcy Lagasz (XXII wiek p.n.e.), wynika, iż z Meluhhy do Mezopotamii sprowadzano też lapis lazuli. Skała ta nie występuje na terenach które obejmowała cywilizacja doliny Indusu, więc przypuszcza się, iż do Meluhhy trafiała ona z innych miejsc, być może z Afganistanu. Inne dobra eksportowane z Meluhhy również mogły być najpierw sprowadzane do Meluhhy, a dopiero stamtąd wysyłane gdzie indziej. Większość, jeżeli nie wszystkie z dóbr pochodzących z Meluhhy, transportowane były drogą morską do portów przeznaczenia w Mezopotamii.

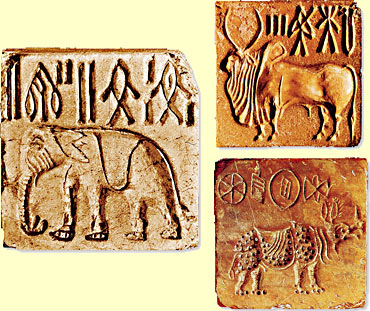
Charakterystyczne dla cywilizacji doliny Indusu czworokątne, inskrybowane pieczęcie stemplowe, odnajdowane również w Mezopotamii

Handel wymienny pomiędzy Mezopotamią a Meluhhą poświadczony jest już za rządów akadyjskiego króla Sargona Wielkiego (2334–2279 p.n.e.), o czym świadczy wzmianka w jednym z tekstów o statkach z Maganu, Meluhhy i Dilmunu, cumujących przy nabrzeżach królewskiej stolicy Agade. O kontaktach z Meluhhą świadczą też przedmioty charakterystyczne dla cywilizacji doliny Indusu odnalezione w trakcie wykopalisk w takich południowomezopotamskich miastach jak Babilon, Kisz, Nippur czy Ur. Chodzi tu przede wszystkim o czworokątne pieczęcie stemplowe, pokryte często inskrypcjami w piśmie doliny Indusu, różniącym się zupełnie od mezopotamskiego pisma klinowego. Setki tego rodzaju pieczęci odkryto w głównych ośrodkach miejskich cywilizacji doliny Indusu. Charakterystyczne dla cywilizacji doliny Indusu przedmioty (pieczęcie, odważniki, ceramikę) znaleziono też w Omanie, Zjednoczonych Emiratach Arabskich, Bahrajnie i Suzie, co może wskazywać na obecność kupców z Meluhhy również w tych miejscach.
Istniała najprawdopodobniej bezpośrednia wymiana handlowa pomiędzy Mezopotamią a Meluhhą, ale wydaje się, iż większość transakcji handlowych odbywała się w portach krainy Dilmun, będącej jednym z najważniejszych ośrodków handlowych w regionie we wczesnej i środkowej epoce brązu. Jak dotychczas nie odkryto bezpośrednich dowodów na obecność Mezopotamczyków w dolinie Indusu. Z drugiej strony źródła mezopotamskie wspominają o „wiosce Meluhha”, która istnieć miała na terytorium Lagasz w okresie panowania III dynastii z Ur (XXI wiek p.n.e.), a którą zamieszkiwać mogli osadnicy z Meluhhy, dla których drogę przetrzeć mogli kupcy z ich ojczyzny przybyli do Mezopotamii w celach handlowych.
Po upadku III dynastii z Ur w końcu III tysiąclecia p.n.e. kraina Meluhha przestaje pojawiać się w mezopotamskich źródłach pisanych, choć niektórzy z żyjących o wiele później królów asyryjskich wciąż jeszcze używali w swej tytulaturze tytułów „króla Dilmunu i Meluhhy” (Tukulti-Ninurta I) czy też „króla królów Dilmunu, Maganu i Meluhhy” (Asarhaddon). Tytuły te, o ile miały one jeszcze wówczas jakieś znaczenie, wskazywać mogły bardziej na asyryjską kontrolę szlaków handlowych z tych krain niż na asyryjską kontrolę ich samych.